# 芹香斗亜
芹香 斗亜（せりか とあ、1月20日 - ）は、元宝塚歌劇団宙組トップスター。
兵庫県神戸市、神戸海星女子学院中学校出身。身長173cm。血液型B型。愛称は「キキ」。

## 来歴
2005年、宝塚音楽学校入学。
2007年、音楽学校卒業後、宝塚歌劇団に93期生として入団。入団時の成績は28番。星組公演「さくら／シークレット・ハンター」で初舞台。その後、星組に配属。
2010年の「愛と青春の旅だち」で新人公演初主演。
2012年4月2日付で花組へと組替え。同年の「サン＝テグジュペリ」で2度目の新人公演主演。その後も3作連続で新人公演主演を務める。
2013年の「フォーエバー・ガーシュイン」でバウホール公演初主演。
2015年、明日海りお・花乃まりあトップコンビ大劇場お披露目となる「カリスタの海に抱かれて／宝塚幻想曲」より、新生花組の2番手に昇格。
2017年の「MY HERO」（TBS赤坂ACTシアター・ドラマシティ公演）で、東上公演初主演。同年10月30日付で宙組へと組替え。
2019年の「群盗」（ドラマシティ・日本青年館公演）で、宙組2番手として2度目の東上公演主演。
2021年の「プロミセス、プロミセス」（ドラマシティ・東京建物 Brillia HALL公演）で、3度目となる東上公演主演。
その後も2番手として8年に渡り雌伏の時期が続くが、2023年6月12日付で宙組9代目トップスターに就任。入団17年目でのトップ就任は、大空祐飛・北翔海莉の18年目に次ぎ、壮一帆の17年目と並ぶ遅咲きとなった。また宝塚OGの娘がトップに就任するのも過去50年で初のこととなった。相手役に春乃さくらを迎え、同年の「PAGAD／Sky Fantasy!」でトップコンビ大劇場お披露目を果たすも、宙組生徒の急死により、僅か2日で公演休止となる。
2025年4月27日、「宝塚110年の恋のうた／Razzle Dazzle」東京公演千秋楽をもって、宝塚歌劇団を退団。
2025年7月15日、公式ファンコミュニティ「TreaSure」を開設。

## 人物
父は元プロ野球選手の山沖之彦、母は元月組男役の白川亜樹。作家の上林暁は父方の大伯母の夫のいとこにあたる。
芸名は家族で考え、「芹香」は「天空の」という意味を持つ自動車の名前セリカから、「斗亜」は母の芸名から1字貰い、赤ちゃんの名付け辞典から決めた。
愛称の「キキ」は、サンリオのキャラクター「リトルツインスターズ」のキキララに似ていると、安蘭けいが命名したことによる。

## 宝塚歌劇団時代の主な舞台

### 初舞台
- 2007年3 - 4月、星組『さくら』『シークレット・ハンター』（宝塚大劇場）

### 星組時代
- 2007年5 - 7月、『さくら』『シークレット・ハンター』（東京宝塚劇場）
- 2007年9月、『KEAN』（日生劇場）[7]
- 2007年11 - 2008年2月、『エル・アルコン-鷹-』 - 新人公演：副官（本役：美弥るりか）『レビュー・オルキス-蘭の星-』
- 2008年4 - 5月、『ANNA KARENINA（アンナ・カレーニナ）』（バウホール） - 将校
- 2008年6 - 10月、『THE SCARLET PIMPERNEL（スカーレット ピンパーネル）』 - 新人公演：ファーレイ（本役：麻尋しゅん）
- 2009年2 - 4月、『My dear New Orleans（マイ ディア ニュー オリンズ）』 - 新人公演：ビート（本役：美弥るりか）『ア ビヤント』
- 2009年6 - 9月、『太王四神記 Ver.II』 - 新人公演：サリャン（本役：夢乃聖夏）
- 2009年10 - 11月、『再会』『ソウル・オブ・シバ!!』（全国ツアー）[7]
- 2010年1 - 3月、『ハプスブルクの宝剣』 - 新人公演：カール・アレクサンダー・フォン・ロートリンゲン（本役：真風涼帆）『BOLERO』
- 2010年5月、『リラの壁の囚人たち』（バウホール・日本青年館） - ジョゼ
- 2010年7 - 8月、『ロミオとジュリエット』（梅田芸術劇場・博多座）
- 2010年10 - 12月、『宝塚花の踊り絵巻』『愛と青春の旅だち』 - 新人公演：ザッカリー・メイヨー（ザック）（本役：柚希礼音） 新人公演初主演[6][11]
- 2011年1 - 2月、『メイちゃんの執事』（バウホール・日本青年館） - 青山
- 2011年4 - 7月、『ノバ・ボサ・ノバ』 - 新人公演：マール（本役：紅ゆずる／真風涼帆／夢乃聖夏）『めぐり会いは再び』 - ケテル[7]
- 2011年8 - 9月、『ランスロット』（バウホール） - モルドレッド
- 2011年11 - 2012年2月、『オーシャンズ11』 - ボブ、新人公演：ラスティー・ライアン（本役：涼紫央）[15]
- 2012年3 - 4月、柚希礼音スペシャル・ライブ『REON!!』（ドラマシティ・日本青年館）

### 花組時代
- 2012年4 - 5月、『長い春の果てに』 - ジャン『カノン』（全国ツアー）
- 2012年7 - 10月、『サン＝テグジュペリ』 - アルベール、新人公演：アントワーヌ・ド・サン＝テグジュペリ（サン＝テックス）／星の王子さま（本役：蘭寿とむ）『CONGA!!』 新人公演主演[9]
- 2012年11 - 12月、蘭寿とむコンサート『Streak of Light-一筋の光…-』（日本青年館・ドラマシティ）
- 2013年2 - 5月、『オーシャンズ11』 - ライナス・コールドウェル、新人公演：ダニー・オーシャン（本役：蘭寿とむ） 新人公演主演[9][15]
- 2013年6月、『フォーエバー・ガーシュイン』（バウホール） - ジョージ・ガーシュイン バウ初主演[10][12]
- 2013年8 - 11月、『愛と革命の詩（うた）-アンドレア・シェニエ-』 - シャルル=ルイ・トリュデーヌ・ド・モンティニー、新人公演：アンドレア・シェニエ（本役：蘭寿とむ）『Mr. Swing!』 新人公演主演[9][11]
- 2013年12月、『New Wave!-花-』（バウホール） メインキャスト[10]
- 2014年2 - 5月、『ラスト・タイクーン -ハリウッドの帝王、不滅の愛-』 - ワイリー・ホワイト、新人公演：ブロンソン・スミス（本役：望海風斗）『TAKARAZUKA ∞ 夢眩』
- 2014年6月、『ベルサイユのばら-フェルゼンとマリー・アントワネット編-』（中日劇場） - オスカル・フランソワ・ド・ジャルジェ／花祭りの男[17]
- 2014年8 - 11月、『エリザベート-愛と死の輪舞（ロンド）-』 - ルドルフ[注釈 1]／ジュラ[注釈 1]
- 2015年1月、『Ernest in Love』（東京国際フォーラム） - アルジャノン・モンクリーフ
- 2015年3 - 6月、『カリスタの海に抱かれて』 - ロベルト・ゴルジ『宝塚幻想曲（タカラヅカ ファンタジア）』[13][14]
- 2015年7 - 8月、『ベルサイユのばら-フェルゼンとマリー・アントワネット編-』 - アンドレ・グランディエ『宝塚幻想曲（タカラヅカ ファンタジア）』（梅田芸術劇場・台北国家戯劇院）
- 2015年10 - 12月、『新源氏物語』 - 惟光『Melodia-熱く美しき旋律-』
- 2016年2 - 3月、『Ernest in Love』（梅田芸術劇場・中日劇場） - アルジャノン・モンクリーフ[注釈 2]／レイン[注釈 2]
- 2016年4 - 7月、『ME AND MY GIRL』 - ジョン・トレメイン卿[注釈 3]／ジェラルド・ボリングボーク[注釈 4]
- 2016年9月、『仮面のロマネスク』 - フレデリーク・ダンスニー男爵『Melodia-熱く美しき旋律-』（全国ツアー）
- 2016年11 - 2017年2月、『雪華抄（せっかしょう）』『金色（こんじき）の砂漠』 - ジャー
- 2017年3 - 4月、『MY HERO』（TBS赤坂ACTシアター・ドラマシティ） - ノア・テイラー 東上初主演[16][17]
- 2017年6 - 8月、『邪馬台国の風』 - クコチヒコ『Santé!!』
- 2017年10月、『ハンナのお花屋さん-Hanna's Florist-』（TBS赤坂ACTシアター） - アベル・ヨハンソン

### 宙組時代
- 2018年1月、『WEST SIDE STORY』（東京国際フォーラム） - ベルナルド
- 2018年3 - 6月、『天（そら）は赤い河のほとり』 - ウセル・ラムセス『シトラスの風-Sunrise-』
- 2018年10 - 12月、『白鷺（しらさぎ）の城（しろ）』 - 殿上人／岡見宗治／祭禮の男『異人たちのルネサンス』 - ロレンツォ・デ・メディチ
- 2019年2 - 3月、『群盗-Die Räuber-』（ドラマシティ・日本青年館） - カール 東上主演[18][19]
- 2019年4 - 7月、『オーシャンズ11』 - ラスティー・ライアン[15]
- 2019年8 - 9月、『追憶のバルセロナ』 - アントニオ・ヒメネス『NICE GUY!!』（全国ツアー）
- 2019年11 - 2020年2月、『El Japón（エル ハポン）-イスパニアのサムライ-』 - アレハンドロ『アクアヴィーテ（aquavitae）!!』
- 2020年8 - 9月、『FLYING SAPA-フライング サパ-』（梅田芸術劇場・日生劇場） - ノア
- 2020年11 - 2021年2月、『アナスタシア』 - グレブ・ヴァガノフ
- 2021年4月、『Hotel Svizra House ホテル スヴィッツラ ハウス』（東京建物 Brillia HALL） - ヘルマン・クラウスナー
- 2021年6 - 9月、『シャーロック・ホームズ-The Game Is Afoot!-』 - ジェームズ・モリアーティ『Délicieux（デリシュー）!-甘美なる巴里-』
- 2021年11 - 12月、『プロミセス、プロミセス』（ドラマシティ・東京建物 Brillia HALL） - チャック・バクスター 東上主演[20][21]
- 2022年2 - 5月、『NEVER SAY GOODBYE』 - ヴィセント・ロメロ
- 2022年6月、『FLY WITH ME（フライ ウィズ ミー）』（東京ガーデンシアター）
- 2022年8 - 11月、『HiGH&LOW-THE PREQUEL-』 - ROCKY『Capricciosa（カプリチョーザ）!!』
- 2023年3 - 6月、『カジノ・ロワイヤル〜我が名はボンド〜』 - ル・シッフル

### 宙組トップスター時代
- 2023年7 - 8月、『Xcalibur エクスカリバー』（東京建物 Brillia HALL） - アーサー トップお披露目公演[22][32]
- 2023年9月、『PAGAD（パガド）』 - ジョゼフ・バルサモ『Sky Fantasy!』（宝塚大劇場のみ） 大劇場トップお披露目公演[25][26][23]
- 2024年6 - 8月、『Le Grand Escalier-ル・グラン・エスカリエ-』[33]
- 2024年10 - 11月、『大海賊』 - エミリオ『Heat on Beat!（ヒートオンビート）-Evolution-』（全国ツアー）[27]
- 2025年1 - 4月、『宝塚110年の恋のうた』『Razzle Dazzle（ラズル ダズル）』 - レイモンド・ブルー 退団公演[27][28]

## 出演イベント
- 2011年7月、轟悠ディナーショー『Rendez-Vous〜今宵きみと〜』
- 2011年12月、タカラヅカスペシャル2011『明日に架ける夢』
- 2012年12月、タカラヅカスペシャル2012『ザ・スターズ!〜プレ・プレ・センテニアル〜』
- 2014年7月、『宝塚巴里祭2014』[34]
- 2014年12月、タカラヅカスペシャル2014『Thank you for 100 years』
- 2015年9月、第53回『宝塚舞踊会』[35]
- 2016年4月、『ME AND MY GIRL』前夜祭
- 2016年12月、タカラヅカスペシャル2016『Music Succession to Next』
- 2017年12月、タカラヅカスペシャル2017『ジュテーム・レビュー-モン・パリ誕生90周年-』[36]
- 2018年2月、『宙組誕生20周年記念イベント』
- 2018年7月、『宝塚巴里祭2018』 主演[37]
- 2019年10月、第55回『宝塚舞踊会〜祝舞御代煌（いわいまうみよのきらめき）〜』[38]
- 2019年12月、タカラヅカスペシャル2019『Beautiful Harmony』
- 2023年1月、芹香斗亜ディナーショー『KISS-kiki sing&swing-』[39]
- 2025年2月、芹香斗亜ディナーショー『The Royal Banquet』（ホテル阪急インターナショナル・パレスホテル東京）[40]

## TV出演
- 2014年1月、フジテレビ『SMAP×SMAP』 - スマ進ハイスクール
- 2014年10月、フジテレビ『SMAP×SMAP』
- 2017年12月、フジテレビ『2017 FNS歌謡祭 第1夜』

## 広告・CM出演
- 2011年、アシックス『BC WALKER』[41]
- 2015年5月 - 、『阪急交通社』イメージキャラクター[12]

## 受賞歴
- 2013年、『宝塚歌劇団年度賞』 - 2012年度新人賞[42]
- 2017年、『宝塚歌劇団年度賞』 - 2016年度努力賞[43]
- 2020年、『宝塚歌劇団年度賞』 - 2019年度努力賞[44]
- 2022年、『宝塚歌劇団年度賞』 - 2021年度努力賞[45]